# Audignon
Audignon – miejscowość i gmina we Francji, w regionie Nowa Akwitania, w departamencie Landy.
Według danych na rok 1990 gminę zamieszkiwało 318 osób, a gęstość zaludnienia wynosiła 34 osób/km² (wśród 2290 gmin Akwitanii Audignon plasuje się na 862. miejscu pod względem liczby ludności, natomiast pod względem powierzchni na miejscu 1110.).